# شرلوک جوان (سریال بریتانیایی)
شرلوک جوان (انگلیسی: Young Sherlock) یک مجموعه تلویزیونی بریتانیایی معمایی، جاسوسی و ماجراجویانه که قرار است در پرایم ویدئو منتشر شود. این مجموعه اقتباسی از مجموعه کتاب‌های شرلوک هلمز جوان اثر اندرو لین است که خود یک پاستیک از داستان‌های اصلی شرلوک هولمز اثر آرتور کانن دویل می‌باشد. این سریال توسط گای ریچی کارگردانی خواهد شد و هیرو فاینز-تیفین در نقش هولمز ایفای نقش می‌کند.

## داستان
شرلوک هلمز به عنوان یک جوان ۱۹ ساله در دانشگاه آکسفورد، هنوز آن کارآگاه مهمی نشده است. او خام و بدون تجربه است و فاقد نظم و انضباط، یک قتل در آکسفورد آزادی هولمز را به خطر می‌اندازد و او تصمیم می‌گیرد اولین معمای قتل خود را که او را به سمت یک توطئه در سطح جهانی سوق می‌دهد حل کند.

## ساخت
فیلمبرداری سریال در ژوئیه ۲۰۲۴ در بریتانیا آغاز شد.